# Thomas Ertl (Historiker)

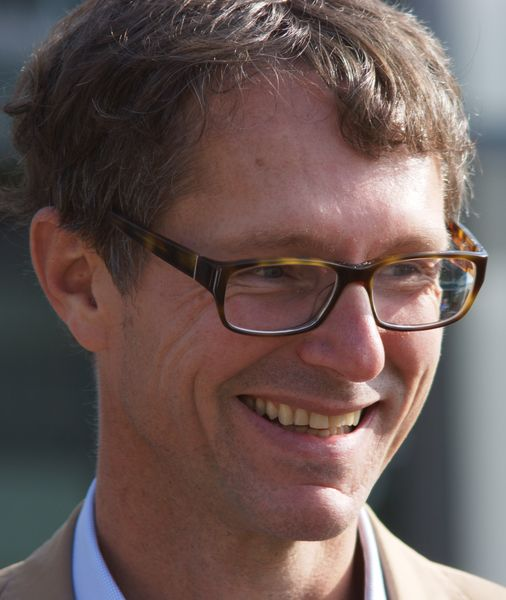
Thomas Ertl, aufgenommen von Werner Maleczek im Jahr 2015.

Thomas Ertl (* 27. Oktober 1968 in Innsbruck) ist ein österreichischer Historiker. Er lehrte von 2011 bis 2018 als Professor für Sozial- und Wirtschaftsgeschichte des Mittelalters an der Universität Wien. Seit Oktober 2018 ist er Professor für die Geschichte des hohen und späten Mittelalters am Berliner Friedrich-Meinecke-Institut.

## Leben und Wirken
Thomas Ertl studierte zwischen 1988 und 1995 Geschichte an der Universität Wien und absolvierte parallel zwischen 1992 und 1995 den Ausbildungslehrgang für Geschichtsforschung und Archivwissenschaft am Institut für Österreichische Geschichtsforschung Wien. Seine akademischen Lehrer waren Othmar Hageneder und Winfried Stelzer. Er war von 1996 bis 1999 Mitarbeiter der Wiener Diplomata-Abteilung der Monumenta Germaniae Historica. Dabei arbeitete Ertl an der Edition der Urkunden Kaiser  Heinrichs VI. mit. Im Jahre 1999 wurde er an der Universität Wien mit einer von Winfried Stelzer und Werner Maleczek betreuten Arbeit zum Kanzlei- und Urkundenwesen Kaiser Heinrichs VI. promoviert. 2006 habilitierte er sich und erhielt die Lehrbefugnis für Mittelalterliche Geschichte an der Freien Universität Berlin. 
Von 1999 bis 2005 war als wissenschaftlicher Assistent am Friedrich-Meinecke-Institut der Freien Universität Berlin bei Matthias Thumser. Er wirkte von 2006 bis 2007 als Gastdozent am Deutschen Historischen Institut in Rom und war im Wintersemester 2007 „Akademischer Mitarbeiter für die Lehre zur Mittelalterlichen Geschichte und den Historischen Grundwissenschaften“ an der Universität Heidelberg. Zudem war er zwischen dem Sommersemester 2008 und dem Sommersemester 2009 Lehrstuhlvertreter an der Georg-August-Universität Göttingen und im Wintersemester 2009/10 Lehrstuhlvertreter an der Friedrich-Alexander-Universität Erlangen. 
Von 2010 bis 2011 war er im Drittmittelprojekt „Seidenfieber“ an der Freien Universität Berlin angestellt. Er war von 2011 bis 2018 Universitätsprofessor für Wirtschafts- und Sozialgeschichte des Mittelalters an der Universität Wien und ist in der Zeit von Oktober 2015 bis September 2017 Vorstand des Instituts für Wirtschafts- und Sozialgeschichte. In seiner Wiener Zeit initiierte er unter anderem Forschungsprojekte zum spätmittelalterlichen Wiener Immobilienmarkt und brachte die weitere Erschließung einschlägigen Verwaltungsschriftguts vorwärts. Seit Oktober 2018 ist er Professor für die Geschichte des hohen und späten Mittelalters am Friedrich-Meinecke-Institut. Er ist seit 2017 Mitglied des Konstanzer Arbeitskreises für mittelalterliche Geschichte und organisierte im Frühjahr 2022 eine Reichenau-Tagung zum Thema „Ars Vendendi: Rhetorik und Praktiken des Verkaufens im Mittelalter“. Der Sammelband wurde 2024 herausgegeben. Er war Mitherausgeber von The Medieval History Journal (2010–2018) und ist Mitherausgeber der Vierteljahrschrift für Sozial- und Wirtschaftsgeschichte (seit 2018). Seit 2021 hat er ein DFG-Projekt zur digitalen Erfassung der Wiener Grundbücher begonnen.
Ertl hat eine auf das Jahr 1448 datierte und fragmentarisch erhaltene Liste mit 789 Namen, die Wiener Hausbesitzer und Inwohner (im Sinne von Mietern) vom sogenannten Widmerviertel listet, quellenkundlich eingeordnet und als Ausgangspunkt einer 2020 veröffentlichten Mikrostudie gemacht, um dadurch Einsichten über die spätmittelalterliche Wiener Lebenswirklichkeit zu bekommen. Ertl konnte im Gegensatz zu älteren Forschung mit seiner Studie zeigen, dass in Widmer Vorstadt nicht das Hofgesinde, sondern Handwerker, Tagelöhner und Arbeiter, die im Weinbau tätig waren, wohnten. Außerdem konnte er schon für das Spätmittelalter eine starke Verbreitung von Mietverhältnissen nachweisen. Im Anhang legt er eine Edition der Feuerstättenliste des Widmerviertels von 1448 vor.

## Schriften
Monographien
- Studien zum Kanzlei- und Urkundenwesen Kaiser Heinrichs VI. (= Forschungen zur Geschichte des Mittelalters. Bd. 4 = Österreichische Akademie der Wissenschaften: Denkschriften. Bd. 303). Österreichische Akademie der Wissenschaften, Wien 2002, ISBN 978-3-7001-3071-0.
- Religion und Disziplin. Selbstdeutung und Weltordnung im frühen deutschen Franziskanertum (= Arbeiten zur Kirchengeschichte. Bd. 96). De Gruyter, Berlin/New York 2006, ISBN 978-3-11-018544-7.
- Seide, Pfeffer und Kanonen. Globalisierung im Mittelalter (= Geschichte erzählt. Bd. 10). Primus-Verlag, Darmstadt 2008, ISBN 978-3-89678-322-6.
- Alle Wege führten nach Rom. Italien als Zentrum der mittelalterlichen Welt. Thorbecke, Ostfildern 2010, ISBN 978-3-7995-0861-2.
- Wien 1448. Steuerwesen und Wohnverhältnisse in einer spätmittelalterlichen Stadt. Böhlau, Wien 2020, ISBN 978-3-205-23194-3.
- Wirtschaft im Mittelalter. wbg Academic in Wissenschaftliche Buchgesellschaft, Darmstadt 2021, ISBN 978-3-534-27308-9.

Herausgeberschaften
- mit Michael Limberger: Die Welt 1250–1500 (= Globalgeschichte. Die Welt 1000–2000. Bd. 2). Mandelbaum Verlag, Wien 2009, ISBN 978385476-293-5.
- Pompa sacra. Lusso e cultura materiale alla corte papale nel basso medioevo (1420–1527) (= Nuovi Studi Storici. Bd. 86).  Istituto Storico Italiano per il Medio Evo, Rom 2010, ISBN 978-88-89190-65-4.
- Der Ötzi pflückt das Edelweiß. Bausteine Tiroler Identität. Tyrolia-Verlag, Innsbruck 2011, ISBN 978-3-7022-3155-2.
- Europas Aufstieg. Eine Spurensuche im späten Mittelalter (= Expansion, Interaktion, Akkulturation. Bd. 23). Mandelbaum Verlag, Wien 2013, ISBN 978-3-85476-414-4.
- Handling Diversity. Comparative Perspectives on Medieval and Early-Modern India and Europe (= The Medieval History Journal. Bd. 16.2, Theme Issue). Sage, London/Los Angeles/New Delhi 2013.
- mit Andrea Komlosy, Hans-Jürgen Puhle: Europa als Weltregion. Zentrum, Modell oder Provinz? (= Edition Weltregionen. Bd. 23). New Academy Press, Wien 2014, ISBN 978-3-7003-1914-6.
- Erzwungene Exile. Umsiedlung und Vertreibung in der Vormoderne (500 bis 1850). Campusverlag 2017, ISBN 978-3-593-50528-2.
- Ars Vendendi. Werbung und kommerzielle Praktiken im Mittelalter (= Vorträge und Forschungen. Bd. 97). Thorbecke, Ostfildern 2024, ISBN 978-3-7995-6899-9.